# Phytomyza columbiana
Phytomyza columbiana är en tvåvingeart som beskrevs av Griffiths 1977. Phytomyza columbiana ingår i släktet Phytomyza och familjen minerarflugor. Inga underarter finns listade i Catalogue of Life.